# 岡山忠雄
岡山 忠雄（おかやま ただお、1913年7月5日 - 1998年5月28日）は、旧樺太・泊居町出身のクロスカントリースキー選手。

## 来歴
家業の牛乳販売業に従事しながら競技を続け、1935年の第13回全日本スキー選手権大会クロスカントリースキー個人耐久（56km）で2位となる。優勝者は、岡山と同じく個人参加の岡崎作治（大夕張炭鉱）だった。岡崎が当時のオリンピック出場選手の年齢基準に達していなかったため、2位の岡山が翌1936年ガルミッシュ・パルテンキルヘンオリンピックの代表に選出された。同オリンピックでは個人耐久（50km）に出場し、34位の成績を残した。
戦後は新潟県に引き揚げ、妙高高原町（現・妙高市）で後進の指導に尽くし、同県スキー連盟の会長もつとめた。
子息に元全日本スキー連盟副会長の岡山紘一郎がいる。